# Zayni Barakat
Pour les articles homonymes, voir Barakat.
Zayni Barakat est un roman de Gamal Ghitany (écrivain et penseur égyptien, né en 1945 à Guhayna, un village de Haute-Égypte près de Sohag. 
L'intrigue s'inspire de l'histoire de l'Égypte, alors sous le règne des Mamelouks. Zayni Barakat (publié en 1974 en langue arabe, traduit en français en 1985) est, à la fois, histoire d'amour et d'espionnage, où le héros éponyme, Zayni Barakat, ministre des Comptes, s'ingénie à diversifier ses modes d'interrogatoire et de torture à l'encontre de pauvres paysans et étudiants.
Ce roman cruel, qui dénonce le despotisme arbitraire et l'horreur indicible qui s'ensuivent, peut se lire comme une parfaite mise en scène de la situation contemporaine de l'auteur lui-même dans son combat contre le régime politique en place, notamment celui de Nasser. Ghitany fut incarcéré par ce dernier entre octobre 1966 et mars 1967, trois mois seulement avant la défaite de l'armée égyptienne devant l'armée israélienne.

## Référence
- Gamal Ghitany, Zayni Barakat, (fr) Éd. du Seuil, 2003  (ISBN 2020581159 et 978-2020581158)